# Bertya oblonga
Bertya oblonga är en törelväxtart som beskrevs av William Faris Blakely. Bertya oblonga ingår i släktet Bertya och familjen törelväxter. Inga underarter finns listade i Catalogue of Life.